# Aeroportul White Mountain
Aeroportul White Mountain (IATA: WMO, ICAO: PAWM, FAA LID: WMO) este un aeroport din Alaska, Statele Unite ale Americii ce deservește zona White Mountain⁠(d). Aeroportul a fost tranzitat în 2019 de 4.072 de pasageri. A fost numit după zona deservită.
Situat la o altitudine de 81 m, aeroportul dispune de 1 pistă. Este operat de Alaska Department of Transportation & Public Facilities⁠(d).

## Infrastructură

### Piste
Aeroportul dispune de o singură pistă. Pista 15/33 are dimensiunile 3.000 picioare × 60 picioare. 